# Frank Sedgman
Francis "Frank" Arthur Sedgman (* 29. října 1927 Mont Albert, Austrálie) je bývalý australský tenista, který hrál za amatéry i profesionály.

## Kariéra
Podle statistik Harryho Hopmana byl v roce 1950 singlovou světovou jedničkou. Má unikátní grandslamovou bilanci: podařilo se mu dosáhnout grand slamu v mužské i smíšené čtyřhře, v mužské navíc dosáhl grand slamu kalendářního, v roce 1951 (s krajanem Kenem McGregorem). Blízko byl i k zisku kariérního grand slamu ve dvouhře, ale nepodařilo se mu nikdy vyhrát Paříž, přestože roku 1952 se probojoval až do finále. Tam mu v dosažení dokonalé bilance zabránil český tenista Jaroslav Drobný, tehdy již reprezentující Egypt. Domácí mistrovství Sedgman vyhrál v letech 1949 a 1950, Wimbledon roku 1952, US Open v letech 1951 a 1952. V mužské čtyřhře vyhrál Austrálii dvakrát (1951, 1952), French Open rovněž dvakrát (1951, 1952), Wimbledon třikrát (1948, 1951, 1952) a US Open dvakrát (1950, 1951). Jeho partnerem byl většinou McGregor, krom dvou titulů, kdy mu stál po boku krajan John Bromwich. V mixu získal dva tituly na všech grandslamech, na Australian Open v letech 1949 a 1950, v Paříži v ročnících 1951 a 1952 a v těch samých letech i ve Wimbledonu a na US Open. Všechny tituly v mixu získal v páru s Američankou Doris Hartovou. K těmto úspěchům pak přidal další mezi profesionály, k nimž přešel v roce 1953. Dvakrát ovládl britské profi mistrovství (1953, 1958), jednou pařížské (1953), hrál i finále profesionálního US Championships (1954, 1961). Třikrát vyhrál Davisův pohár (1950, 1951, 1952) s australskou reprezentací, byl v této soutěži povolán desetkrát a dosáhl bilance 25 výher a jen 3 prohry. Po skončení hráčské kariéry se živil hlavně jako sportovní televizní komentátor. V roce 1979 byl uveden do Mezinárodní tenisové síně slávy.